# Billwerder

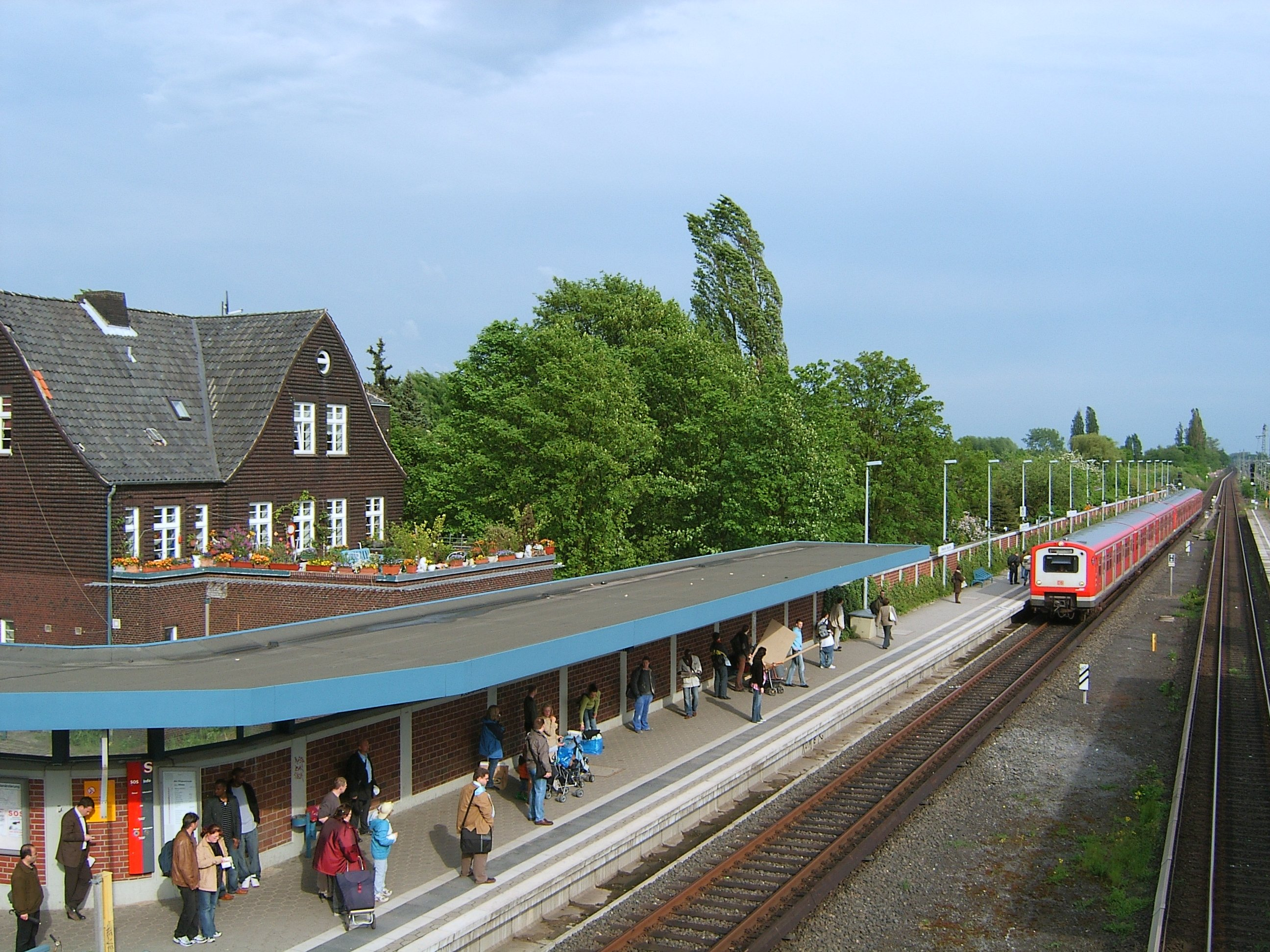
Billwerder: la stazione ferroviaria

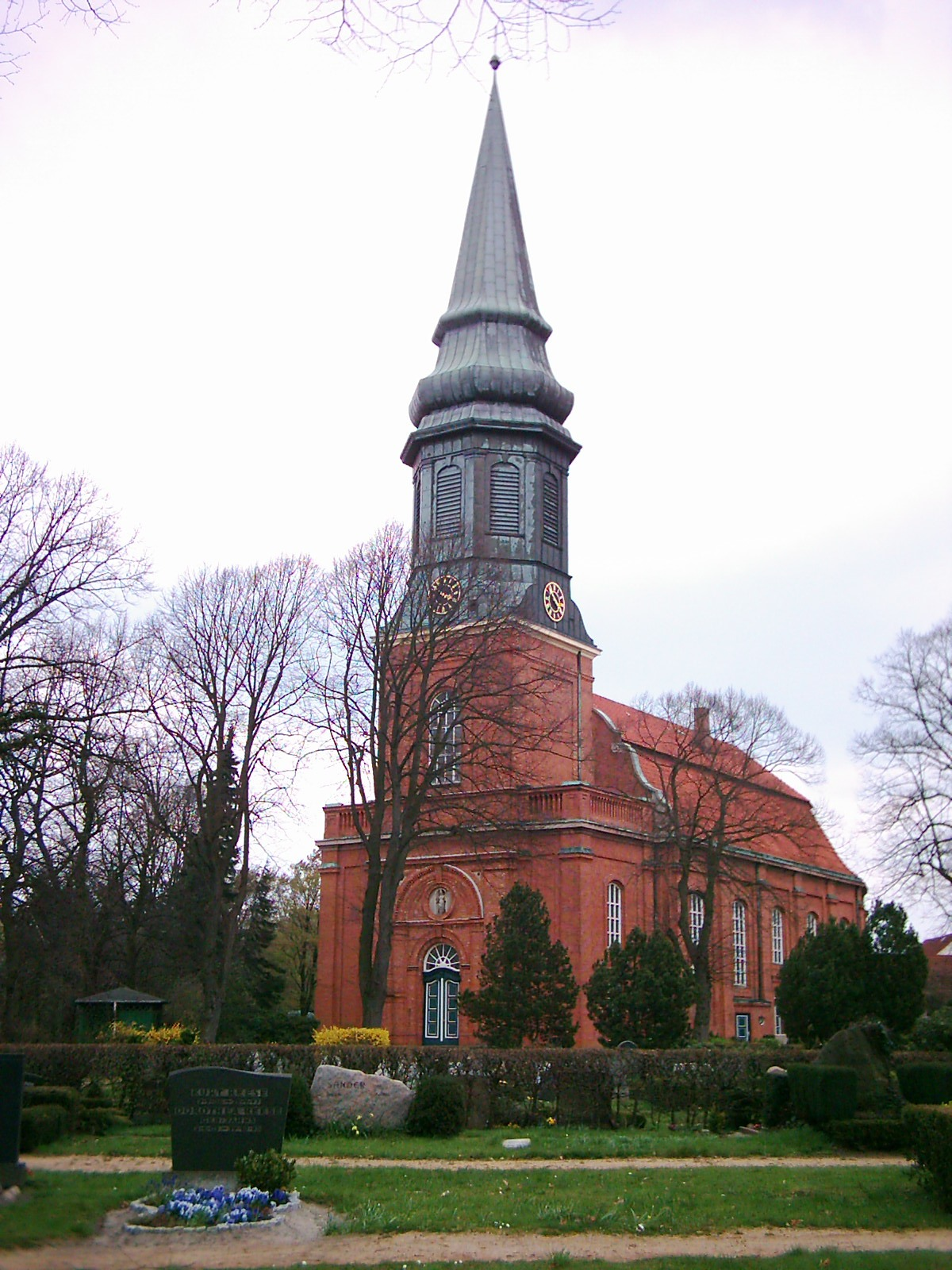
La chiesa di San Nicola nel quartiere di Hamburg-Billwerder

Billwerder (un tempo Billwärder; 9,48 km²) è un quartiere della città tedesca di Amburgo, situato nella zona delle Marschlande. e lungo il corso del fiume Bille. e facente parte del distretto di Bergedorf. Conta una popolazione di circa 1.300 abitanti.
Si tratta di una delle prime aree della zona di cui si abbiano notizie riguardanti la cultura, e questo grazie al Diritto di Billwärder (Billwärder Recht), redatto nel 1498.

## Etimologia
Il toponimo Billwerder è formato dal nome di un fiume, la Bille. e dal termine Werder, termine con cui si indica un isolotto fluviale.

## Geografia
Billwerder si trova al confine con i quartieri di Moorfleet e Billbrook.

## Storia
Billwerder divenne parte del territorio di Amburgo nel 1395.

## Edifici e luoghi d'interesse

### Chiesa di San Nicola
Tra gli edifici d'interesse del quartiere di Billwerder, vi è la chiesa di San Nicola, costruito nel 1913 su progetto dell'architetto Paul Rother.

### Glockenhaus
Altro edificio storico di Billwerder è la Glockenhaus.

### Deutsches Maler- und Lackierer-Museum
A Billwerder ha inoltre sede il Deutsches Maler- und Lackierer-Museum
|  |